# Làctic
|  | Per a altres significats, vegeu «àcid làctic». |

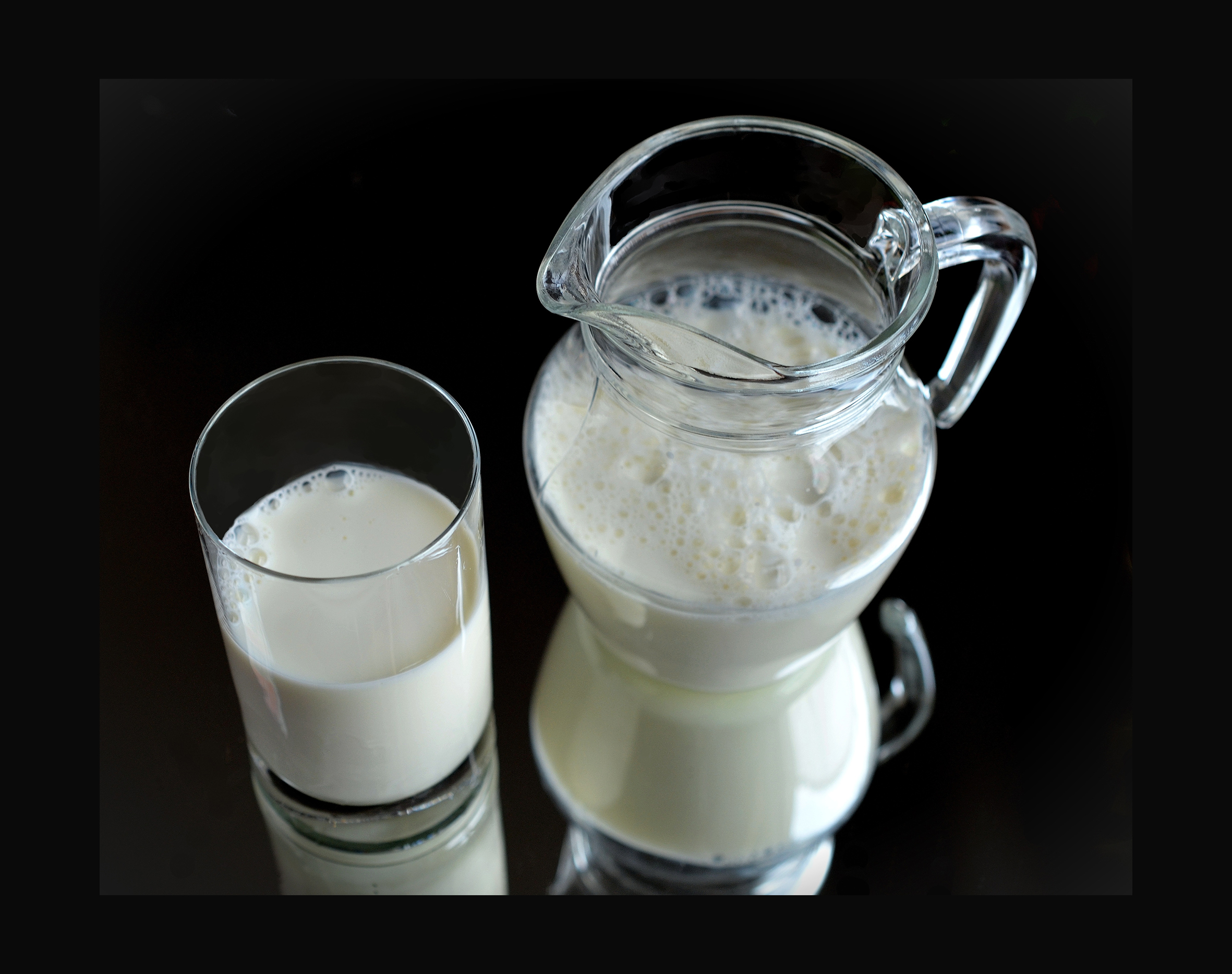
Llet

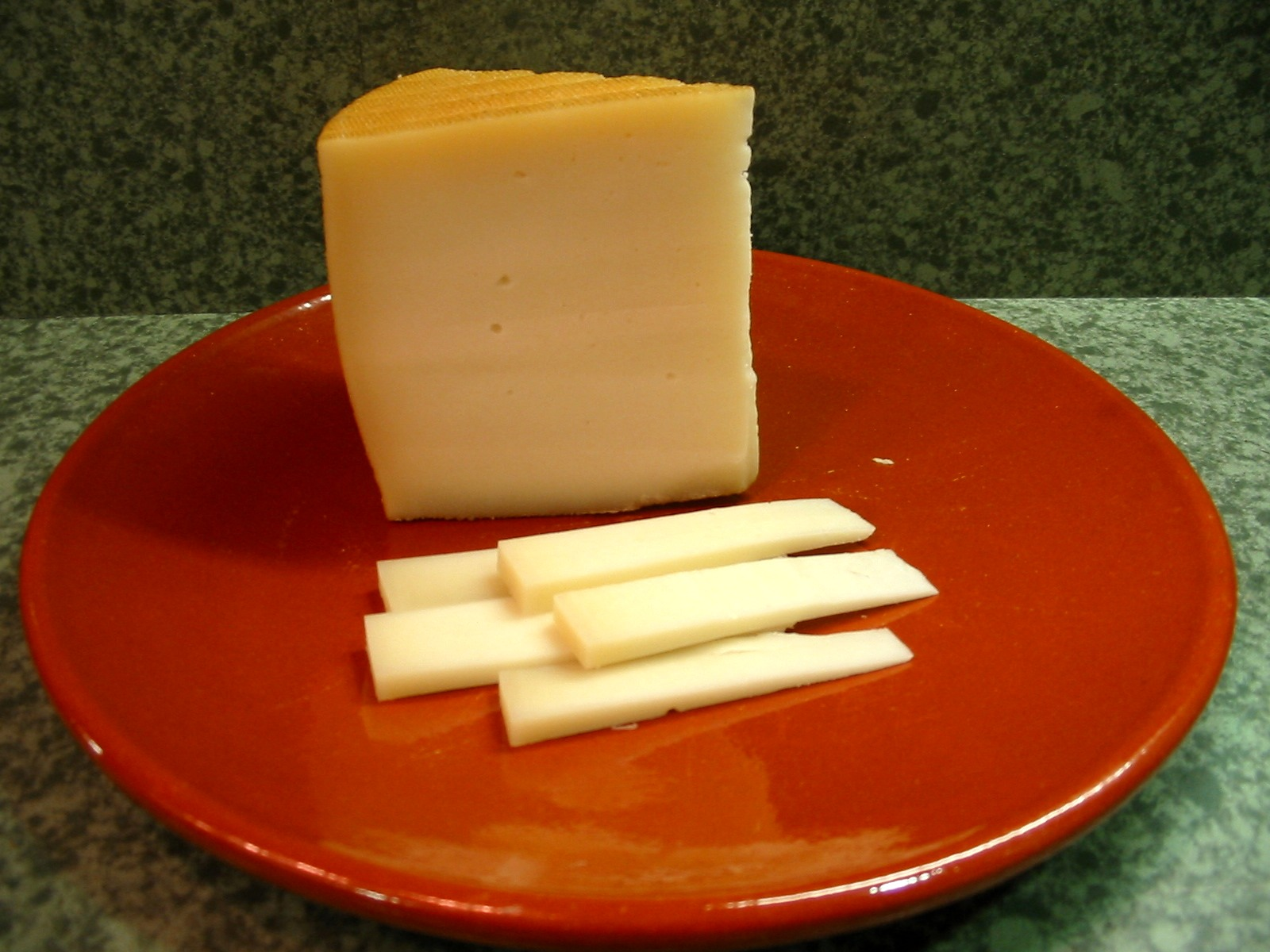
Formatge d'Idiazabal d'Espanya.

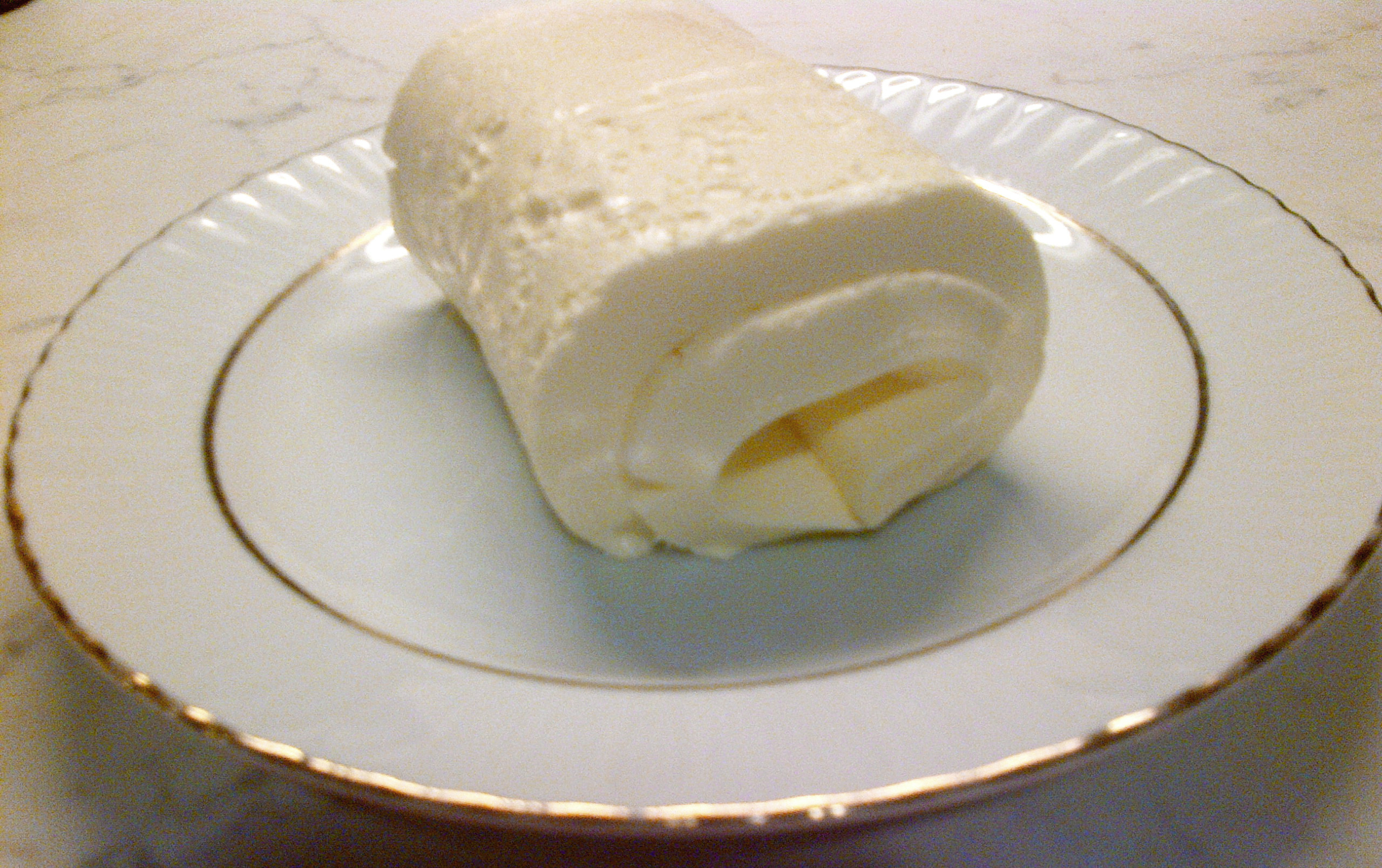
Kaymak a Turquia.

Els lactis o làctics són un grup d'aliments que inclouen la llet i els seus derivats processats, sovint fermentats. Les indústries que els elaboren estan sotmeses a controls tecnològics i higiènics donat que la llet crua presenta una vida microbiana especialment activa. En alguns productes làctics cal preservar la cadena de fred.
La vaca és la principal fornidora de llet. La raça lletera més important és la Holstein, tot i que hi ha moltes altres races que també fabriquen llet. Altres mamífers que proporcionen llet són la cabra, l'ovella, el búfal, el camell, el iac i l'euga, entre d'altres.
En l'actualitat, la major part dels aliments funcionals es fan a partir de productes làctics. El consum d'aquest tipus de productes ha experimentat, des de la dècada dels anys cinquanta del segle xx, un considerable augment en la demanda mundial que ha portat a la indústria a superar reptes tecnològics importants.

## Història

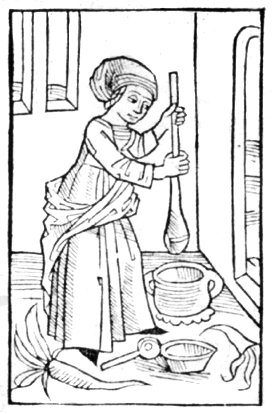
Dona fent mantega.

Els productes làctics es coneixen des de temps molt antics ja n'hi ha testimonis arqueològics de fa 9.000 anys (Neolític). En l'antiga Grècia, la Xina i l'Índia, la llet es prenia com a aliment medicinal més que com producte alimentari habitual. Durant el segle xix hi va haver una veritable revolució tecnològica gràcies a d'una banda la pasteurització i de l'altra la generalització de les tècniques frigorífiques cosa que va fer augmentar la importància dels tipus de làctics més delicats pel que fa a conservació. Al segle xx es va introduir l'ús de munyidores mecàniques, l'augment de quantitat de llet per vaca gràcies a la millora genètica fins al punt que hi va haver excedents de difícil sortida «muntanyes de mantega» a la Unió Europea.
La intolerància a la lactosa de la llet està present en moltes poblacions humanes (quan arriben a una certa edat) i això afavoreix la transformació de la llet en productes derivats més ben tolerats. S'ha estimat que quasi un 96% dels europeus del nord són capaços de digerir la lactosa; entre un 50% i un 75% dels africans, indis, habitants de l'Orient Mitjà i europeus de l'est; mentre que gairebé tots els nadius americans i asiàtics són incapaços de digerir-la. El formatge s'associa als pastors de ramats com una manera de conservar l'abundant producció de llet de què disposaven.

## Característiques
Els processos per a convertir la llet en un producte làctic poden ser la fermentació (com en iogurts) la concentració de la matèria grassa (mantega) o un combinat de fermentació i maduració (formatge).

### Contingut proteínic
La llet de vaca té un contingut de proteïna de prop del 3,2% de la qual un 80% és caseïna. Les caseïnes formen complexos anomenats micel·les amb el calci. Les proteïnes del sèrum de llet formen glòbuls principalment amb la α-lactalbúmina i la β-lactoglobulina. la resta són immunoglobulina, glicomacropèptids, sèrum albúmines, lactoferrina i nombrosos enzims. La llet és una font rica en pèptids biológicament actius (molts d'ells sobreviuen a les condicions del tracte intestinal).

### Contingut gras
El contingut gras de la llet de vaca és un complex de lípids en forma de glòbuls microscòpics (1-4 μm) en una mena d'emulsió oli-aigua. El contingut en colesterol en els productes làctics està directament relacionat amb la concentració d'àcids grassos per això la mantega té uns 200 mg de colesterol por cada 100 grams de producte i és aconsellable moderar el seu consum.

### Carbohidrats i altres

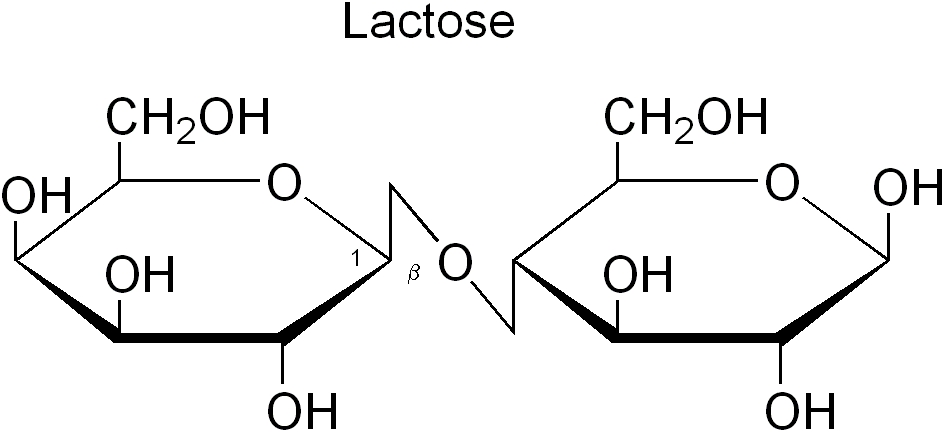
Estructura química de la lactosa.

El principal carbohidrat en la llet és la lactosa (en una proporció del 5%. La lactosa forma quasi un 54% del total dels continguts no grassos sòlids de la llet. Proporciona un 30% del contingut calòric de la llet. La lactosa no és soluble en aigua. La llet conté a més conté a més minerals vitals i vitamina. Aporta principalment calci, fòsfor, magnesi, potassi i traces de zinc.

### Microbiologia
Alguns dels làctics passen processos de fermentació làctica, o fermentació alcohòlica com pot ser el cas del koumiss, o una combinació de les dues fermentacions: fermentació heterolàctica. L'any 1857 Louis Pasteur descobreix que alguns organismes són els responsables de la fermentació làctica. En la fermentació hi ha microorganismes com: llevats (del gènere Saccharomycetes), bacteris (generalment del gènere cocci) i fongs (Oidium lactis freqüent en les cremes, Cladosporium) en alguns làctics.

## Principals productes làctics

### Sense fermentació
La llet, la llet en pols, deshidratada o vaporitzada, la mantega i la crema de llet són làctics sense haver passat per una fermentació. La llet fresca i natural després d'haver estat munyida pot ser sotmesa a una sèrie de processos com l'homogeneïtzació dels greixos i la pasteurització (per reduir els bacteris). Per a la llet tractada així es troben una sèrie de subproductes no fermentats com crema de llet o nata, el kaymak (nata muntada de búfala).
Per augmentar el temps de conservació i tenir un producte més uniforme, necessari per a la producció industrial, es van desenvolupar concentrats de llet: com la llet en pols (liofilitzada), la llet condensada i la llet evaporada (inventada per Nicolas Appert l'any 1795). Els concentrats de llet o de mantega (mantega clarificada també anomenada oli de mantega) es fan servir en la indústria agroalimentària: confiteria, xocolata, postres, gelat, galetes i pastisseria. Llets funcionals, que pretenen cobrir carències nutritives com la llet maternitzada (llet de vaca alterada per la lactància humana), llet amb reforçament de calci i vitamina D, d'omega-3, etc.

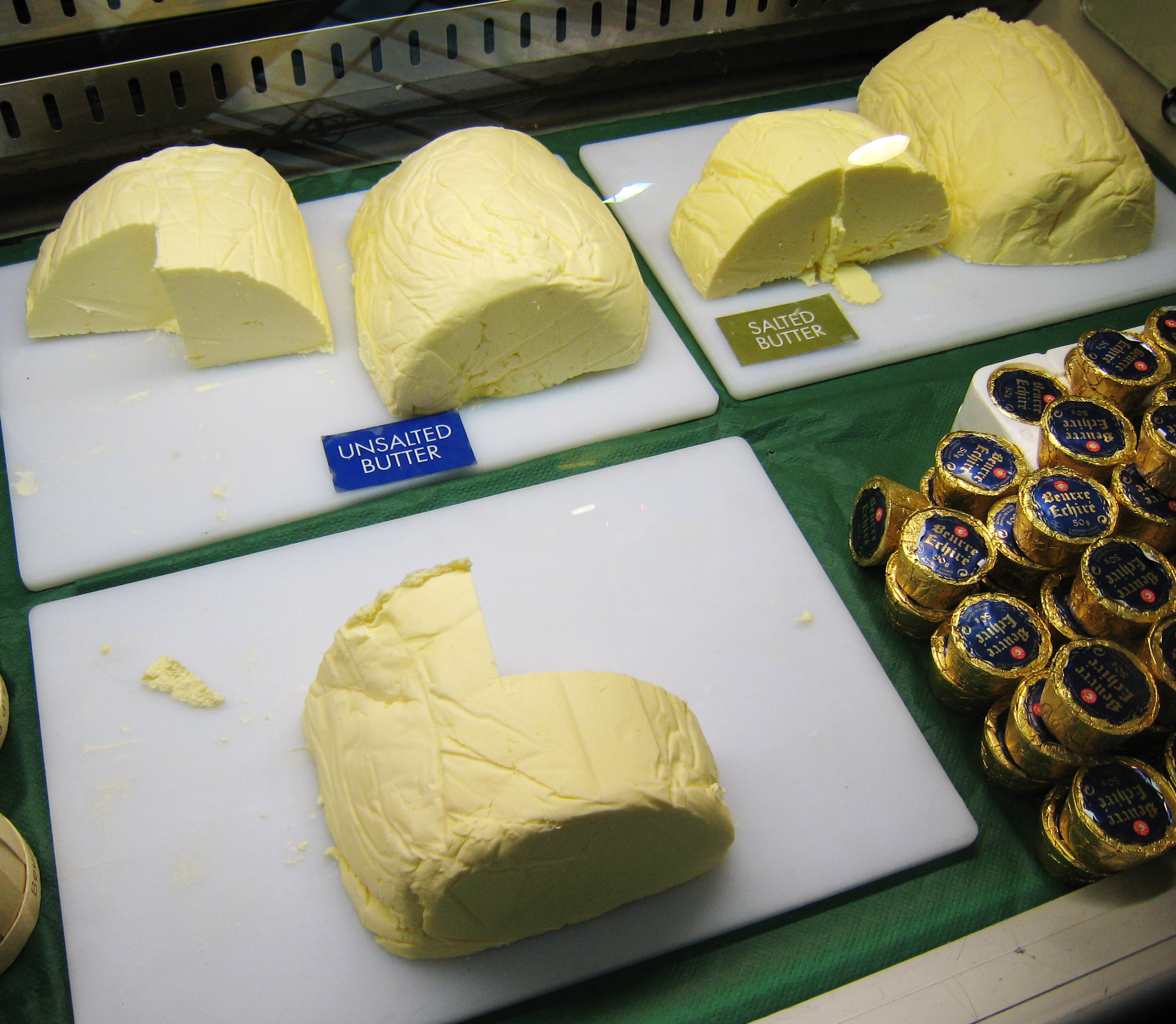
Mantega a un mercat de Borough

### Amb fermentació
Les llets fermentades tenen un grau de fermentació mitjà i es poden dividir en dues categories: iogurts i cremes de mantega (on s'inclouen les cremes agres o el Smetana, de la cuina eslava.

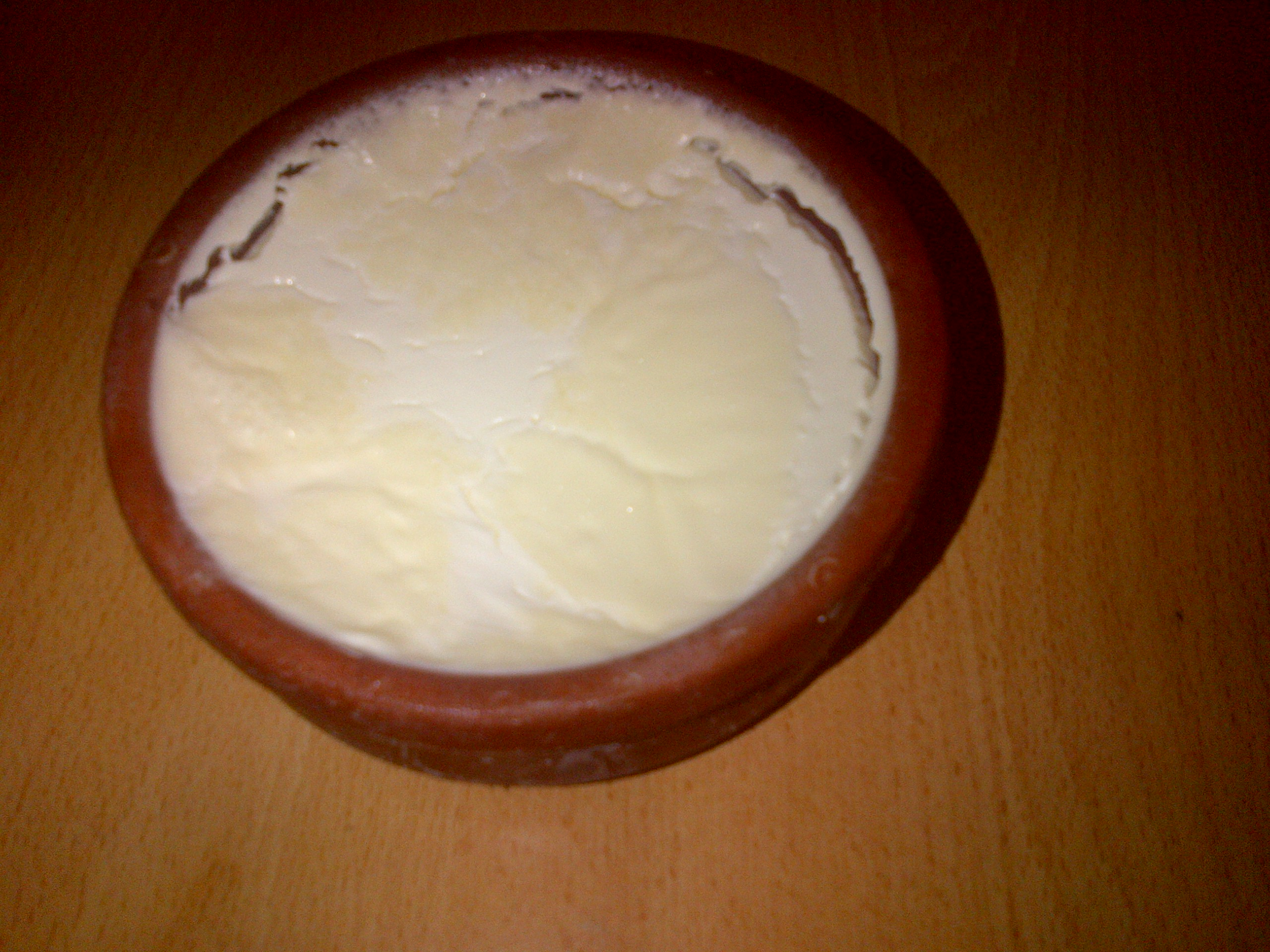
Iogurt de llet de búfala

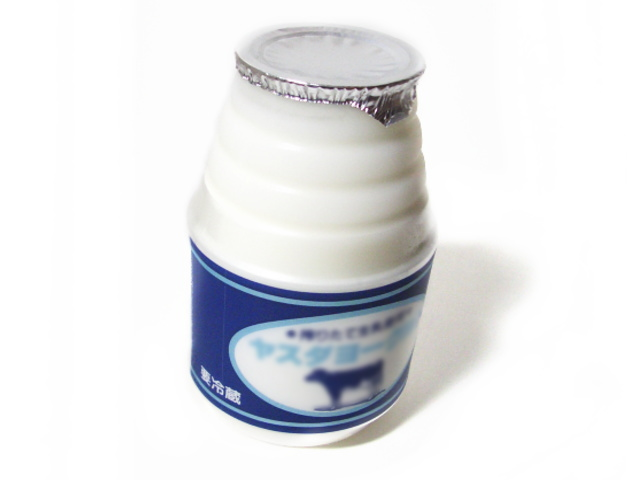
Beguda de iogurt.

Iogurt prové d'una paraula turca per designar la llet que ha estat fermentada per aconseguir una massa semilíquida. A l'Índia es consumeix el Lassi, que és un iogurt per beure. El formatge el làctic més antic produït per la humanitat. El formatge es qualla amb quall animal o vegetal, existeix en dues categories majors: el formatge fres o blanc com el cottage cheese, la ricota, mató i els formatges que passen un llarg procés de maturació.
Altres productes fermentats són:: kumis, kéfir o filmjölk. Alguns aliments probiòtics es consideren làctics perquè es generen amb llet fermentada dels gèneres Lactobacillus i Bifidobacterium.

## Làctics UHT
Un dels objectius principals del mètode de conservació dels làctics amb el tractament d'alta temperatura (UHT) durant poc temps és obtenir un grau desitjat de destrucció de microorganismes i la inactivació d'enzims. Però, es poden donar canvis no desitjats a les seves propietats fisicoquímiques i sensorials, així com al seu valor nutritiu.